# Villa Mi La à Vrnjačka Banja
La villa Mi La à Vrnjačka Banja (en serbe cyrillique : Вила Ми Ла у Врњачкој Бањи ; en serbe latin : Vila Mi La u Vrnjačkoj Banji) se trouve à Vrnjačka Banja et dans le district de Raška, en Serbie. Elle est inscrite sur la liste des monuments culturels protégés de la république de Serbie (identifiant no SK 2176),,.

## Présentation
La villa, située 6 rue Proleterskih brigada, a été construite par l'ingénieur Milosav Bošković dans les années 1930 ; l'ingénieur lui a donné le nom de « Mi La », écrite sur une portée musicale sur la façade principale, en raison de son amour pour sa femme Mila et son goût pour la musique et le chant. Bošković a travaillé en tant que conseiller au ministère des Forêts et des Mines du royaume de Yougoslavie et, en 1939, il a géré la construction de la route Vrnjačka Banja-Goč ; une plaque commémorative a été installée à cette occasion, sur laquelle on peut lire : « Cette route a été construite par le ministère des Forêts et des Mines sous la direction de l'ingénieur Milosav Bošković, notre conseiller, en 1939 » ; après la Seconde Guerre mondiale, Bošković a travaillé à Vrnjačka Banja en tant que conseiller à la Commission d'évaluation des bâtiments nationalisés.
Le bâtiment, inspiré par le style néo-romantique, utilise des éléments empruntés à l'architecture médiévale serbe, comme des ouvertures en demi-cintre encadrées de blocs de pierre, des consoles portant une terrasse d'angle ou une entrée monumentale avec des arcades ; à ces éléments se mêlent des formes venant de l'architecture traditionnelle, comme un toit à quatre pans recouvert de bardeaux avec des cheminées dotées d'éléments décoratifs et un porche-galerie avec des arcades. La villa se compose d'un sous-sol, d'un rez-de-chaussée et d'un étage ; les murs sont construits en briques et en pierre, avec certaines structures en béton.
L'intérieur s'organise à partir d'un hall d'entrée central ; au rez-de-chaussée se trouvent des salons et une salle à manger et, à l'étage, la chambre, la chambre d'enfants et la salle de bain ; les pièces utilitaires (cellier et cuisine) se trouvent au sous-sol. La décoration intérieure utilise abondamment le bois (éléments décoratifs, boiseries) et la pierre (cheminée, certains sols) , d'autres éléments relevant des arts décoratifs, comme les lustres, les bibelots et le mobilier, traduisent un souci de représentativité. Dans la cour, on trouve une fontaine, une piscine, un gazébo et des arbres décoratifs. 
La villa a été achetée par l'Église orthodoxe serbe et, à Vrnjačka Banja, elle est connue sous le nom de « villa du patriarche ».